# 프린스오브웨일스 해협

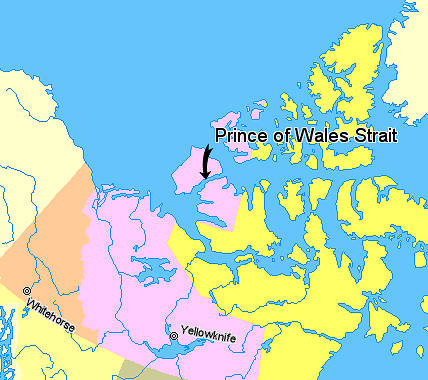
프린스오브웨일스 해협의 위치

프린스오브웨일스 해협(영어: Prince of Wales Strait)은 캐나다의 노스웨스트 준주에 있는 뱅크스섬과 빅토리아섬 사이의 해협이다. 겨울부터 8월 무렵까지 바다가 얼음에 덮여있다.
대서양과 태평양 사이의 루트인 북서항로의 노선 중 하나로 알려져 있다.
누나부트 준주의 섬인 프린스오브웨일스섬의 이름을 따서 붙여졌다.